# 蘭嶼熊蟬
蘭嶼熊蟬（学名：Cryptotympana kotoshoensis）为蟬科熊蟬屬下的一个种，每年8月左右出沒，常見於高大喬木，公蟬體長約50（2.0英寸），母蟬約在48（1.9英寸），相似於臺灣熊蟬，但是其額唇基較長，額唇基外緣無V型紅褐色斑紋，前胸及中胸兩側的紅褐色斑紋淺淡。